# Kelela
Kelela, właśc. Kelela Mizanekristos (ur. 6 czerwca 1983 w Waszyngtonie) – amerykańska piosenkarka i autorka tekstów. Jej debiutancki mixtape z 2013, Cut 4 Me, zdobył pochwały krytyków muzycznych i innych muzyków, takich jak Solange Knowles czy Björk, i wymieniony został na listach różnych publikacji. Chcąc nadać mixtape’owi brzmienie remix albumu, Kelela połączyła swój wokal z utworami instrumentalnymi nagranymi przez DJ-ów z wytwórni Fade to Mind i Night Slugs. W październiku 2015 piosenkarka wydała minialbum zatytułowany Hallucinogen.

## Życiorys
Kelela urodziła się w 1983 w Waszyngtonie jako córka Etiopczyków. Dorastała w Gaithersburgu w stanie Maryland i ukończyła Magruder High School w 2001. W 2010 przeprowadziła się do Los Angeles. Po przeniesieniu się z Montgomery College do Uniwersytetu Amerykańskiego zaczęła śpiewać utwory jazzowe w kawiarniach. W 2008 dołączyła do zespołu Dizzy Spells grającego muzykę niezależną, a po poznaniu Tosina Abasiego (z którym się później spotykała) zainteresowała się metalem progresywnym.
Po przeprowadzce do Los Angeles Kelela współpracowała z duetem Teengirl Fantasy, wykonującym muzykę elektroniczną, pomagając przy nagrywaniu piosenki „EFX” z albumu Tracer, dzięki czemu poznała Prince’a Williama z wytwórni Fade to Mind. W maju 2013 pojawiła się w utworze „Bank Head” DJ-a o pseudonimie „Kingdom”, a pięć miesięcy później wydała swój mixtape Cut 4 Me, który udostępniła za darmo. Harriet Gibsone z dziennika „The Guardian” opisała album jako „eksperyment dla zespołu produkcyjnego”. Utwór „Go All Night” znalazł się na albumie Saint Heron będącym kompilacją wydaną przez Solange Knowles. W marcu 2014 Kelela pojawiła się w piosence „Melba’s Call” Bok Boka z jego nowego minialbumu.
3 marca 2015 Kelela zapowiedziała wydanie minialbumu zatytułowanego Hallucinogen z teledyskiem wyprodukowanym przez Arcę do utworu „A Message”. Wiodący utwór „Rewind” został wydany we wrześniu 2015, a reszta piosenek z albumu – w październiku. Hallucinogen opowiada o fazach związku w odwrotnym porządku chronologicznym.
W lutym 2017 Kelela wystąpiła w Red Bull Sound Select, organizowanym w Miami, razem z innymi artistami, takimi jak GoldLink, Angel Olsen i Brika. Razem z raperem Dannym Brownem wystąpiła gościnnie w piosence „Submission” z albumu Humanz zespołu Gorillaz.
14 lipca 2017 artystka ogłosiła wydanie swojego debutanckiego albumu studyjnego pt. Take Me Apart. 1 sierpnia tego samego roku został on udostępniony do kupienia w przedsprzedaży wraz z wydaniem przewodniego singla – „LMK”. Album został oficjalnie wydany 6 października 2017.
13 czerwca 2018 muzyk Girl Unit wydał remiks swojej piosenki pt. „WYWD”, która jest wiodącym singlem z jego albumu Song Feel i na której wystąpiła Kelela. Artyści współpracowali wcześniej przy utworze „Floor Show” z mixtape’u Cut 4 Me i „Rewind” z albumu Hallucinogen.
Kelela identyfikuje się jako osoba queer.

## Dyskografia

### Albumy
| Tytuł                     | Dane dot. albumu                                                                |
| ------------------------- | ------------------------------------------------------------------------------- |
| Cut 4 Me (Deluxe Edition) | - Rok: 6 kwietnia 2015 - Wytwórnia: Fade to Mind - Format: 3x12", 2xCD          |
| Take Me Apart             | - Rok: 6 października 2017 - Wytwórnia: Warp - Format: CD, LP, digital download |
| Raven                     | - Rok: 10 luty 2023 - Wytwórnia: Warp - Format: CD, LP, digital download        |

### Mixtape’y
| Tytuł    | Dane dot. albumu                                     |
| -------- | ---------------------------------------------------- |
| Cut 4 Me | - Rok: 1 października 2013 - Wytwórnia: Fade to Mind |

### Minialbumy
| Tytuł        | Dane dot. albumu                                                   | Pozycja na liście |
| Tytuł        | Dane dot. albumu                                                   | USA Ind.          |
| ------------ | ------------------------------------------------------------------ | ----------------- |
| Hallucinogen | - Rok: 9 października 2015 - Wytwórnia: Warp / Cherry Coffee Music | 40                |

### Single promocyjne
| Tytuł                           | Rok  | Album                         | Wytwórnia                  |
| ------------------------------- | ---- | ----------------------------- | -------------------------- |
| „Go All Night”                  | 2013 | Saint Heron                   | Saint Records              |
| „The High”                      | 2014 | Singel niepochodzący z albumu | –                          |
| „OICU” (feat. P. Morris & Le1f) | 2014 | Singel niepochodzący z albumu | –                          |
| „Rewind”                        | 2015 | Hallucinogen                  | Warp / Cherry Coffee Music |
| „A Message”                     | 2015 | Hallucinogen                  | Warp / Cherry Coffee Music |
| „LMK”                           | 2017 | Take Me Apart                 | Warp                       |
| „Frontline”                     | 2017 | Take Me Apart                 | Warp                       |
| „Waitin”                        | 2017 | Take Me Apart                 | Warp                       |
| „Blue Light”                    | 2017 | Take Me Apart                 | Warp                       |

### Single we współpracy
| Tytuł                                                                        | Rok  | Album                  | Wytwórnia                         |
| ---------------------------------------------------------------------------- | ---- | ---------------------- | --------------------------------- |
| „EFX” Teengirl Fantasy feat. Kelela                                          | 2012 | Tracer                 | True Panther Sounds / R&S Records |
| „Bank Head” Kingdom feat. Kelela                                             | 2013 | Vertical XL            | Fade to Mind                      |
| „Melba’s Call” Bok Bok feat. Kelela                                          | 2014 | Your Charizmatic Self  | Night Slugs                       |
| „With You” Kindness feat. Kelela                                             | 2014 | Otherness              | Female Energy / Mom + Pop Music   |
| „World Restart” Kindness feat. Kelela & Ade                                  | 2014 | Otherness              | Female Energy / Mom + Pop Music   |
| „Geneva” Kindness feat. Kelela                                               | 2014 | Otherness              | Female Energy / Mom + Pop Music   |
| „For The Young” Kindness feat. Kelela                                        | 2014 | Otherness              | Female Energy / Mom + Pop Music   |
| „Autumn (Lude I)” Boots feat. Kelela                                         | 2014 | WinterSpringSummerFall | –                                 |
| „Want It” Kelela x Tink x DJ Dahi                                            | 2014 | –                      | –                                 |
| „Dangerzone” Future Brown feat. Kelela & Ian Isiah                           | 2015 | Future Brown           | Warp                              |
| „Soulful Beat”, „Weather Any Storm”, „Living In The Snow” Mocky feat. Kelela | 2015 | Key Change             | Heavy Sheet Music                 |
| „Airy” Obey City feat. Kelela                                                | 2015 | Merlot Sounds          | LuckyMe                           |
| „A Breath Away” Clams Casino feat. Kelela                                    | 2016 | 32 Levels              | Columbia Records                  |
| „Scales” Solange feat. Kelela                                                | 2016 | A Seat at the Table    | Saint Records / Columbia Records  |
| „Submission” Gorillaz & Danny Brown                                          | 2017 | Humanz                 | Parlophone / Warner Bros.         |
| „WYWD” Girl Unit feat. Kelela                                                | 2018 | Song Feel              | –                                 |